# Barrage de The Dalles
Le barrage de The Dalles (anglais : The Dalles Dam) est un barrage sur le fleuve Columbia près de The Dalles à la frontière entre les États de Washington (comté de Klickitat) et de l'Oregon (comté de Wasco), aux États-Unis.

## Description
Destiné à la production d'énergie hydroélectrique, il est notoire pour avoir submergé les Celilo Falls, un site important de pêche pour les Amérindiens.